# Septe (corallite)

Détail d'un lumen faisant apparaitre la construction par strate.

Une septe (en latin septum, pluriel septa) est, chez les scléractiniaires, une lame verticale de calcaire se trouvant dans une corallite partant du plateau basal jusqu'en haut du lumen.

## Septe primaire et secondaire

Coupe transversale du corps d'un polype faisant apparaitre son système digestif.

Un septe primaire est une lame verticale qui sépare deux pairs de mésentères. Un septe secondaire est une lame verticale qui sépare deux mésentères d'une même paire (c'est-à-dire identiques).